# AZS Olsztyn w sezonie 2022/2023

## Transfery

### Przyszli
| Imię i nazwisko     | Poprzedni klub       |
| ------------------- | -------------------- |
| Moritz Karlitzek    | Arago de Sète        |
| Joshua Tuaniga      | Ślepsk Malow Suwałki |
| Bartłomiej Lipiński | Trefl Gdańsk         |
| Kamil Szymendera    | SMS PZPS Spała       |
| Kuba Hawryluk       | SMS PZPS Spała       |

### Odeszli
| Imię i nazwisko      | Lata gry w klubie | Nowy klub                  |
| -------------------- | ----------------- | -------------------------- |
| Torey DeFalco        | 2021 – 2022       | Asseco Resovia Rzeszów     |
| Redi Bakiri          | 2022              | SK Zadruga Aich/Dob        |
| Jan Firlej           | 2021 – 2022       | Projekt Warszawa           |
| Jędrzej Gruszczyński | 2020 – 2022       | Aluron CMC Warta Zawiercie |
| Wiktor Janiszewski   | 2019 – 2022       | SPS Chrobry Głogów         |

## Drużyna

### Sztab
| Pierwszy trener                   | Javier Weber                    |
| Asystent trenera                  | Marcin Mierzejewski             |
| Statystyk                         | Mateusz Nykiel                  |
| Trenerzy przygotowania fizycznego | Renato Bacchi Grzegorz Krzan    |
| Fizjoterapeuci                    | Paweł Jaguszewski Paweł Ciesiun |
| Lekarz                            | Wojciech Remiszewski            |

### Zawodnicy
| Nr | Imię i nazwisko     | Data ur.   | Wzrost | Pozycja      |
| -- | ------------------- | ---------- | ------ | ------------ |
| 1  | Bartłomiej Lipiński | 16.11.1996 | 201    | przyjmujący  |
| 2  | Moritz Karlitzek    | 12.08.1996 | 191    | przyjmujący  |
| 4  | Jan Król            | 23.08.1989 | 198    | atakujący    |
| 5  | Karol Jankiewicz    | 21.02.1996 | 185    | rozgrywający |
| 6  | Robbert Andringa    | 28.04.1990 | 192    | przyjmujący  |
| 7  | Dawid Siwczyk       | 13.06.1993 | 193    | środkowy     |
| 9  | Szymon Jakubiszak   | 13.02.1998 | 208    | środkowy     |
| 12 | Kamil Szymendera    | 30.04.2003 | 192    | przyjmujący  |
| 13 | Taylor Averill      | 05.03.1992 | 201    | środkowy     |
| 14 | Kuba Hawryluk       | 08.09.2003 | 181    | libero       |
| 15 | Jakub Ciunajtis     | 06.09.1998 | 177    | libero       |
| 16 | Mateusz Poręba      | 24.08.1999 | 203    | środkowy     |
| 21 | Karol Butryn        | 18.06.1993 | 193    | atakujący    |
| 91 | Joshua Tuaniga      | 18.03.1997 | 191    | rozgrywający |

## Mecze w PlusLidze

### Faza zasadnicza
| 01.10.2022 | Indykpol AZS Olsztyn | 1:3 (21:25, 25:22, 16:25, 16:25) | Grupa Azoty ZAKSA Kędzierzyn-Koźle | Hala SW, Iława |  |
| 14:45      | Wyjściowe ustawienie: Karol Butryn 18 pkt Moritz Karlitzek 15 pkt Mateusz Poręba 11 pkt Bartłomiej Lipiński 6 pkt Taylor Averill 5 pkt Joshua Tuaniga 1 pkt Jakub Ciunajtis (L) Zmiany: Szymon Jakubiszak 4 pkt Jan Król 0 pkt Karol Jankiewicz 0 pkt Robbert Andringa 0 pkt Kuba Hawryluk (L) | statystyki                       | Wyjściowe ustawienie: 24 pkt Łukasz Kaczmarek 12 pkt David Smith 12 pkt Wojciech Żaliński 10 pkt Denis Karjagin 10 pkt Dmytro Paszycki 0 pkt Przemysław Stępień (L) Erik Shoji Zmiany: 1 pkt Aleksander Śliwka 0 pkt Bartłomiej Kluth | Sędzia I: Piotr Skowroński Sędzia II: Sławomir Gołąbek Komisarz: Bogusław Pachniewicz Widzów: 1200 MVP: Łukasz Kaczmarek |  |

| 04.10.2022 | Jastrzębski Węgiel | 3:1 (21:25, 32:30, 25:20, 25:18) | Indykpol AZS Olsztyn | Hala widowiskowo-sportowa, Jastrzębie-Zdrój                                                                             |  |
| 18:45      | Wyjściowe ustawienie: Stéphen Boyer 26 pkt Trévor Clévenot 18 pkt Tomasz Fornal 13 pkt Łukasz Wiśniewski 7 pkt Jurij Hładyr 6 pkt Benjamin Toniutti 0 pkt Jakub Popiwczak (L) Zmiany: Jan Hadrava 1 pkt Eemi Tervaportti 1 pkt Rafał Szymura 1 pkt Kamil Dębski 0 pkt | statystyki                       | Wyjściowe ustawienie: 21 pkt Karol Butryn 14 pkt Moritz Karlitzek 11 pkt Bartłomiej Lipiński 11 pkt Taylor Averill 9 pkt Mateusz Poręba 1 pkt Joshua Tuaniga (L) Jakub Ciunajtis Zmiany: 1 pkt Robbert Andringa 0 pkt Karol Jankiewicz 0 pkt Szymon Jakubiszak (L) Kuba Hawryluk | Sędzia I: Szymon Pindral Sędzia II: Bartłomiej Adamczyk Komisarz: Jarosław Stancelewski Widzów: 1284 MVP: Stéphen Boyer |  |

| 08.10.2022 | Indykpol AZS Olsztyn | 3:0 (28:26, 25:19, 25:21) | GKS Katowice | Hala SW, Iława                                                                                                  |  |
| 17:30      | Wyjściowe ustawienie: Karol Butryn 20 pkt Moritz Karlitzek 15 pkt Taylor Averill 9 pkt Mateusz Poręba 8 pkt Joshua Tuaniga 3 pkt Bartłomiej Lipiński 2 pkt Jakub Ciunajtis (L) Zmiany: Kamil Szymendera 4 pkt Robbert Andringa 0 pkt Szymon Jakubiszak 0 pkt | statystyki                | Wyjściowe ustawienie: 10 pkt Gonzalo Quiroga 9 pkt Jakub Szymański 7 pkt Jakub Jarosz 4 pkt Marcin Kania 3 pkt Piotr Hain 0 pkt Georgi Seganow (L) Bartosz Mariański Zmiany: 7 pkt Damian Domagała 4 pkt Tomas Rousseaux 2 pkt Jakub Lewandowski 1 pkt Jakub Nowosielski 0 pkt Wiktor Mielczarek | Sędzia I: Wojciech Głód Sędzia II: Grzegorz Janusz Komisarz: Witold Murczkiewicz Widzów: 1020 MVP: Karol Butryn |  |

| 14.10.2022 | Indykpol AZS Olsztyn | 3:1 (25:22, 20:25, 25:17, 25:15) | LUK Lublin | Hala SW, Iława                                                                                                   |  |
| 17:30      | Wyjściowe ustawienie: Karol Butryn 20 pkt Taylor Averill 15 pkt Moritz Karlitzek 14 pkt Bartłomiej Lipiński 11 pkt Mateusz Poręba 8 pkt Joshua Tuaniga 1 pkt Jakub Ciunajtis (L) Zmiany: Jan Król 0 pkt Karol Jankiewicz 0 pkt Robbert Andringa 0 pkt Szymon Jakubiszak 0 pkt | statystyki                       | Wyjściowe ustawienie: 15 pkt Nicolas Szerszeń 12 pkt Wojciech Włodarczyk 8 pkt Jeffrey Jendryk 3 pkt Jan Nowakowski 3 pkt Marcin Komenda 2 pkt Szymon Romać (L) Dustin Watten Zmiany: 9 pkt Jakub Wachnik 0 pkt Cristiano Torelli 0 pkt Mateusz Jóźwik 0 pkt Konrad Stajer | Sędzia I: Sławomir Gołąbek Sędzia II: Piotr Skowroński Komisarz: Paweł Kuciński Widzów: 1250 MVP: Taylor Averill |  |

| 22.10.2022 | Aluron CMC Warta Zawiercie | 2:3 (25:20, 24:26, 23:25, 25:20, 12:15) | Indykpol AZS Olsztyn | Hala OSiR II, Zawiercie                                                                                   |  |
| 17:30      | Wyjściowe ustawienie: Uroš Kovačević 24 pkt Bartosz Kwolek 16 pkt Dawid Konarski 14 pkt Krzysztof Rejno 5 pkt Miłosz Zniszczoł 4 pkt Miguel Tavares 4 pkt Santiago Danani (L) Zmiany: Michał Szalacha 2 pkt Michał Kozłowski 0 pkt Dawid Dulski 0 pkt Wiktor Rajsner 0 pkt Patryk Łaba 0 pkt | statystyki                              | Wyjściowe ustawienie: 23 pkt Karol Butryn 17 pkt Taylor Averill 12 pkt Bartłomiej Lipiński 11 pkt Robbert Andringa 10 pkt Mateusz Poręba 2 pkt Joshua Tuaniga (L) Jakub Ciunajtis Zmiany: 0 pkt Jan Król 0 pkt Karol Jankiewicz 0 pkt Szymon Jakubiszak | Sędzia I: Piotr Król Sędzia II: Mariusz Fiutek Komisarz: Zbigniew Tokarski Widzów: 1500 MVP: Karol Butryn |  |

| 29.10.2022 | Indykpol AZS Olsztyn | 3:0 (25:17, 25:15, 25:18) | BBTS Bielsko-Biała | Hala SW, Iława                                                                                                   |  |
| 17:30      | Wyjściowe ustawienie: Karol Butryn 14 pkt Bartłomiej Lipiński 11 pkt Robbert Andringa 8 pkt Taylor Averill 8 pkt Mateusz Poręba 7 pkt Joshua Tuaniga 2 pkt Kuba Hawryluk (L) Zmiany: Jan Król 3 pkt Karol Jankiewicz 0 pkt Szymon Jakubiszak 0 pkt | statystyki                | Wyjściowe ustawienie: 10 pkt Jake Hanes 6 pkt Wojciech Siek 4 pkt Dawid Woch 3 pkt Roland Gergye 1 pkt Radosław Gil 1 pkt Konrad Formela (L) Dominik Teklak Zmiany: 3 pkt Jakub Urbanowicz 3 pkt Radosław Puczkowski 1 pkt Adrian Hunek 1 pkt Daulton Sinoski 0 pkt Pierre Pujol (L) Bartosz Fijałek | Sędzia I: Tomasz Janik Sędzia II: Piotr Skowroński Komisarz: Bogusław Pachniewicz Widzów: 1150 MVP: Karol Butryn |  |

| 02.11.2022 | PSG Stal Nysa | 3:0 (25:20, 25:19, 25:20) | Indykpol AZS Olsztyn | Hala Nysa, Nysa                                                                                            |  |
| 16:30      | Wyjściowe ustawienie: Wassim Ben Tara 22 pkt Michał Gierżot 11 pkt Kamil Kwasowski 11 pkt Tsimafei Zhukouski 5 pkt Nicolas Zerba 5 pkt Jakub Abramowicz 2 pkt Kamil Dembiec (L) Zmiany: Kento Miyaura 1 pkt Zouheir El Graoui 0 pkt Rafał Buszek 0 pkt Szymon Biniek (L) | statystyki                | Wyjściowe ustawienie: 9 pkt Taylor Averill 9 pkt Karol Butryn 8 pkt Bartłomiej Lipiński 6 pkt Robbert Andringa 4 pkt Mateusz Poręba 0 pkt Joshua Tuaniga (L) Jakub Ciunajtis Zmiany: 7 pkt Jan Król 0 pkt Karol Jankiewicz 0 pkt Szymon Jakubiszak 0 pkt Kamil Szymendera (L) Kuba Hawryluk | Sędzia I: Marek Budzik Sędzia II: Piotr Król Komisarz: Waldemar Kobienia Widzów: 1512 MVP: Kamil Kwasowski |  |

| 07.11.2022 | Indykpol AZS Olsztyn | 0:3 (15:25, 25:27, 15:25) | Trefl Gdańsk | Hala SW, Iława                                                                                              |  |
| 17:30      | Wyjściowe ustawienie: Bartłomiej Lipiński 9 pkt Mateusz Poręba 6 pkt Robbert Andringa 5 pkt Taylor Averill 5 pkt Karol Butryn 2 pkt Joshua Tuaniga 0 pkt Jakub Ciunajtis (L) Zmiany: Jan Król 3 pkt Moritz Karlitzek 0 pkt Szymon Jakubiszak 0 pkt Kuba Hawryluk (L) | statystyki                | Wyjściowe ustawienie: 18 pkt Bartłomiej Bołądź 15 pkt Mikołaj Sawicki 10 pkt Patryk Niemiec 7 pkt Jakub Czerwiński 3 pkt Lukas Kampa 2 pkt Karol Urbanowicz (L) Luke Perry Zmiany: 0 pkt Jan Martínez Franchi 0 pkt Alaksiej Nasewicz 0 pkt Kamil Droszyński | Sędzia I: Wojciech Głód Sędzia II: Maciej Twardowski Komisarz: Paweł Kuciński Widzów: 1100 MVP: Lukas Kampa |  |

| 12.11.2022 | Asseco Resovia Rzeszów | 3:1 (26:24, 25:23, 23:25, 25:20) | Indykpol AZS Olsztyn | Hala Podpromie, Rzeszów                                                                                         |  |
| 14:45      | Wyjściowe ustawienie: Torey DeFalco 22 pkt Jakub Bucki 14 pkt Jakub Kochanowski 9 pkt Jan Kozamernik 5 pkt Klemen Čebulj 4 pkt Fabian Drzyzga 2 pkt Paweł Zatorski (L) Zmiany: Thibault Rossard 9 pkt Maciej Muzaj 1 pkt Michał Kędzierski 0 pkt | statystyki                       | Wyjściowe ustawienie: 16 pkt Bartłomiej Lipiński 15 pkt Karol Butryn 13 pkt Moritz Karlitzek 11 pkt Szymon Jakubiszak 7 pkt Mateusz Poręba 2 pkt Joshua Tuaniga (L) Jakub Ciunajtis Zmiany: 1 pkt Jan Król 0 pkt Robbert Andringa 0 pkt Kamil Szymendera (L) Kuba Hawryluk | Sędzia I: Marcin Weiner Sędzia II: Marek Lagierski Komisarz: Sebastian Michalak Widzów: 2800 MVP: Torey DeFalco |  |

| 20.11.2022 | Indykpol AZS Olsztyn | 0:3 (24:26, 19:25, 20:25) | Projekt Warszawa | Hala SW, Iława |  |
| 14:45      | Wyjściowe ustawienie: Bartłomiej Lipiński 10 pkt Robbert Andringa 10 pkt Taylor Averill 10 pkt Jan Król 7 pkt Mateusz Poręba 6 pkt Joshua Tuaniga 0 pkt Jakub Ciunajtis (L) Zmiany: Szymon Jakubiszak 2 pkt Karol Jankiewicz 0 pkt Kamil Szymendera 0 pkt | statystyki                | Wyjściowe ustawienie: 16 pkt Artur Szalpuk 15 pkt Kévin Tillie 11 pkt Linus Weber 8 pkt Piotr Nowakowski 3 pkt Jan Firlej 1 pkt Jurij Semeniuk (L) Damian Wojtaszek Zmiany: 6 pkt Andrzej Wrona 0 pkt Igor Grobelny 0 pkt Mateusz Janikowski | Sędzia I: Bartłomiej Adamczyk Sędzia II: Szymon Pindral Komisarz: Bogusław Pachniewicz Widzów: 1100 MVP: Kévin Tillie |  |

| 24.11.2022 | Barkom-Każany Lwów | 2:3 (22:25, 25:23, 19:25, 28:26, 13:15) | Indykpol AZS Olsztyn | Hala Suche Stawy, Kraków                                                                                    |  |
| 18:30      | Wyjściowe ustawienie: Wasyl Tupczij 24 pkt Władysław Szczurow 14 pkt Július Firkaľ 13 pkt Jonas Kvalen 11 pkt Artem Smolar 9 pkt Murat Yenipazar 1 pkt Dmytro Kanajew (L) Zmiany: Ołeh Szewczenko 2 pkt Bohdan Mazenko 1 pkt Wołodymyr Tewkun 1 pkt Ołeksij Hołoweń 0 pkt | statystyki                              | Wyjściowe ustawienie: 23 pkt Bartłomiej Lipiński 16 pkt Mateusz Poręba 15 pkt Taylor Averill 12 pkt Jan Król 8 pkt Robbert Andringa 5 pkt Joshua Tuaniga (L) Kuba Hawryluk Zmiany: 1 pkt Szymon Jakubiszak 0 pkt Karol Jankiewicz (L) Jakub Ciunajtis | Sędzia I: Wojciech Głód Sędzia II: Maciej Twardowski Komisarz: Jerzy Kajzer Widzów: 425 MVP: Mateusz Poręba |  |

| 28.11.2022 | Indykpol AZS Olsztyn | 2:3 (21:25, 25:21, 25:20, 23:25, 18:20) | Ślepsk Malow Suwałki | Hala SW, Iława                                                                                                |  |
| 17:30      | Wyjściowe ustawienie: Karol Butryn 27 pkt Bartłomiej Lipiński 24 pkt Robbert Andringa 13 pkt Taylor Averill 8 pkt Mateusz Poręba 8 pkt Joshua Tuaniga 2 pkt Kuba Hawryluk (L) Zmiany: Szymon Jakubiszak 2 pkt Jan Król 0 pkt Karol Jankiewicz 0 pkt | statystyki                              | Wyjściowe ustawienie: 23 pkt Bartosz Filipiak 16 pkt Paweł Halaba 14 pkt Miran Kujundžić 9 pkt Andreas Takvam 9 pkt Cezary Sapiński 2 pkt Matías Sánchez (L) Mateusz Czunkiewicz Zmiany: 0 pkt Arkadiusz Żakieta 0 pkt Mariusz Magnuszewski 0 pkt Przemysław Smoliński | Sędzia I: Marcin Herbik Sędzia II: Tomasz Janik Komisarz: Monika Gorszyniecka Widzów: 400 MVP: Matías Sánchez |  |

| 03.12.2022 | Indykpol AZS Olsztyn | 3:0 (26:24, 25:21, 25:16) | Cuprum Lubin | Hala SW, Iława |  |
| 20:30      | Wyjściowe ustawienie: Taylor Averill 14 pkt Bartłomiej Lipiński 11 pkt Mateusz Poręba 8 pkt Karol Butryn 7 pkt Robbert Andringa 5 pkt Joshua Tuaniga 1 pkt Kuba Hawryluk (L) Zmiany: Jan Król 2 pkt Karol Jankiewicz 0 pkt Szymon Jakubiszak 0 pkt | statystyki                | Wyjściowe ustawienie: 11 pkt Remigiusz Kapica 9 pkt Paweł Pietraszko 6 pkt Illa Kowalow 4 pkt Wojciech Ferens 3 pkt Florian Krage 3 pkt Grzegorz Pająk (L) Kamil Szymura Zmiany: 3 pkt Adam Lorenc 2 pkt Moustapha M’Baye 2 pkt Alexander Berger 0 pkt Kajetan Kubicki | Sędzia I: Marcin Myszkowski Sędzia II: Magdalena Niewiarowska Komisarz: Bogusław Pachniewicz Widzów: 850 MVP: Taylor Averill |  |

| 07.12.2022 | Indykpol AZS Olsztyn | 3:1 (22:25, 25:15, 27:25, 27:25) | PGE Skra Bełchatów | Hala SW, Iława |  |
| 16:15      | Wyjściowe ustawienie: Karol Butryn 19 pkt Bartłomiej Lipiński 18 pkt Robbert Andringa 13 pkt Taylor Averill 12 pkt Mateusz Poręba 10 pkt Joshua Tuaniga 2 pkt Kuba Hawryluk (L) Zmiany: Jan Król 0 pkt Karol Jankiewicz 0 pkt Szymon Jakubiszak 0 pkt | statystyki                       | Wyjściowe ustawienie: 17 pkt Aleksandar Atanasijević 16 pkt Dick Kooy 8 pkt Karol Kłos 8 pkt Mateusz Bieniek 4 pkt Lukáš Vašina 0 pkt Grzegorz Łomacz (L) Kacper Piechocki Zmiany: 1 pkt Wiktor Musiał 1 pkt Jakub Rybicki 0 pkt Dawid Gunia (L) Robert Milczarek | Sędzia I: Maciej Twardowski Sędzia II: Piotr Skowroński Komisarz: Witold Murczkiewicz Widzów: 850 MVP: Robbert Andringa |  |

| 10.12.2022 | Cerrad Enea Czarni Radom | 0:3 (20:25, 22:25, 18:25) | Indykpol AZS Olsztyn | Hala WS RCS, Radom                                                                                       |  |
| 20:30      | Wyjściowe ustawienie: Damian Schulz 16 pkt Piotr Łukasik 12 pkt Paweł Rusin 10 pkt Bartłomiej Lemański 5 pkt Michał Ostrowski 2 pkt Wiktor Nowak 1 pkt Mateusz Masłowski (L) Zmiany: Daniel Gąsior 1 pkt Sebastian Warda 0 pkt Bartosz Firszt 0 pkt | statystyki                | Wyjściowe ustawienie: 12 pkt Bartłomiej Lipiński 12 pkt Karol Butryn 10 pkt Taylor Averill 8 pkt Mateusz Poręba 5 pkt Robbert Andringa 2 pkt Joshua Tuaniga (L) Kuba Hawryluk Zmiany: 2 pkt Jan Król 0 pkt Karol Jankiewicz 0 pkt Szymon Jakubiszak | Sędzia I: Mariusz Fiutek Sędzia II: Marek Budzik Komisarz: Marek Brandt Widzów: 1500 MVP: Taylor Averill |  |

| 17.12.2022 | Grupa Azoty ZAKSA Kędzierzyn-Koźle | 2:3 (25:17, 22:25, 25:18, 25:27, 12:15) | Indykpol AZS Olsztyn | Hala Azoty, Kędzierzyn-Koźle                                                                                                  |  |
| 17:30      | Wyjściowe ustawienie: Łukasz Kaczmarek 17 pkt Aleksander Śliwka 15 pkt Dmytro Paszycki 15 pkt Wojciech Żaliński 12 pkt David Smith 9 pkt Przemysław Stępień 0 pkt Korneliusz Banach (L) Zmiany: Denis Karjagin 0 pkt Marcin Janusz 0 pkt Bartłomiej Kluth 0 pkt Tomasz Kalembka 0 pkt | statystyki                              | Wyjściowe ustawienie: 29 pkt Karol Butryn 19 pkt Bartłomiej Lipiński 11 pkt Robbert Andringa 6 pkt Taylor Averill 3 pkt Joshua Tuaniga 2 pkt Mateusz Poręba (L) Kuba Hawryluk Zmiany: 8 pkt Szymon Jakubiszak 2 pkt Kamil Szymendera 1 pkt Karol Jankiewicz | Sędzia I: Bartłomiej Adamczyk Sędzia II: Magdalena Niewiarowska Komisarz: Jarosław Stancelewski Widzów: 685 MVP: Karol Butryn |  |

| 21.12.2022 | Indykpol AZS Olsztyn | 3:1 (25:19, 25:18, 21:25, 29:27) | Jastrzębski Węgiel | Hala SW, Iława |  |
| 16:15      | Wyjściowe ustawienie: Karol Butryn 23 pkt Robbert Andringa 13 pkt Taylor Averill 13 pkt Mateusz Poręba 13 pkt Bartłomiej Lipiński 12 pkt Joshua Tuaniga 1 pkt Kuba Hawryluk (L) Zmiany: Jan Król 0 pkt Karol Jankiewicz 0 pkt Szymon Jakubiszak 0 pkt | statystyki                       | Wyjściowe ustawienie: 15 pkt Trévor Clévenot 10 pkt Tomasz Fornal 10 pkt Jakub Macyra 7 pkt Dawid Dryja 3 pkt Stéphen Boyer 1 pkt Benjamin Toniutti (L) Jakub Popiwczak Zmiany: 19 pkt Jan Hadrava 0 pkt Eemi Tervaportti 0 pkt Rafał Szymura | Sędzia I: Magdalena Niewiarowska Sędzia II: Marcin Myszkowski Komisarz: Paweł Kuciński Widzów: 1295 MVP: Kuba Hawryluk |  |

| 07.01.2023 | LUK Lublin | 3:1 (23:25, 25:21, 25:19, 25:23) | Indykpol AZS Olsztyn | Hala Globus, Lublin                                                                                              |  |
| 14:45      | Wyjściowe ustawienie: Nicolas Szerszeń 19 pkt Szymon Romać 16 pkt Jan Nowakowski 12 pkt Wojciech Włodarczyk 10 pkt Jeffrey Jendryk 8 pkt Marcin Komenda 2 pkt Szymon Gregorowicz (L) Dustin Watten (L) Zmiany: Mateusz Malinowski 2 pkt | statystyki                       | Wyjściowe ustawienie: 15 pkt Karol Butryn 14 pkt Bartłomiej Lipiński 12 pkt Taylor Averill 10 pkt Robbert Andringa 9 pkt Mateusz Poręba 3 pkt Joshua Tuaniga (L) Kuba Hawryluk Zmiany: 1 pkt Jan Król 1 pkt Kamil Szymendera 0 pkt Karol Jankiewicz 0 pkt Szymon Jakubiszak | Sędzia I: Maciej Kolendowski Sędzia II: Paweł Burkiewicz Komisarz: Marek Brandt Widzów: 3508 MVP: Jan Nowakowski |  |

| 14.01.2023 | Indykpol AZS Olsztyn | 3:0 (25:20, 25:20, 30:28) | Aluron CMC Warta Zawiercie | Hala SW, Iława                                                                                                 |  |
| 14:45      | Wyjściowe ustawienie: Karol Butryn 20 pkt Taylor Averill 14 pkt Robbert Andringa 10 pkt Bartłomiej Lipiński 9 pkt Mateusz Poręba 8 pkt Joshua Tuaniga 1 pkt Kuba Hawryluk (L) Zmiany: Jan Król 0 pkt Karol Jankiewicz 0 pkt | statystyki                | Wyjściowe ustawienie: 11 pkt Dawid Konarski 8 pkt Miłosz Zniszczoł 5 pkt Michał Szalacha 4 pkt Bartosz Kwolek 3 pkt Patryk Łaba 1 pkt Miguel Tavares (L) Santiago Danani Zmiany: 10 pkt Dawid Dulski 1 pkt Marcin Waliński 1 pkt Michał Kozłowski | Sędzia I: Tomasz Janik Sędzia II: Marcin Herbik Komisarz: Monika Gorszyniecka Widzów: 1200 MVP: Taylor Averill |  |

| 17.01.2023 | GKS Katowice | 1:3 (37:39, 14:25, 25:21, 22:25) | Indykpol AZS Olsztyn | Hala Szopienice, Szopienice                                                                                          |  |
| 20:30      | Wyjściowe ustawienie: Jakub Szymański 17 pkt Gonzalo Quiroga 16 pkt Jakub Jarosz 8 pkt Piotr Hain 4 pkt Marcin Kania 1 pkt Georgi Seganow 0 pkt Dawid Ogórek (L) Zmiany: Damian Domagała 12 pkt Sebastian Adamczyk 4 pkt Jakub Nowosielski 1 pkt Tomas Rousseaux 1 pkt Jakub Lewandowski 0 pkt | statystyki                       | Wyjściowe ustawienie: 21 pkt Bartłomiej Lipiński 20 pkt Karol Butryn 16 pkt Robbert Andringa 13 pkt Mateusz Poręba 9 pkt Taylor Averill 4 pkt Joshua Tuaniga (L) Kuba Hawryluk Zmiany: 0 pkt Jan Król 0 pkt Karol Jankiewicz 0 pkt Szymon Jakubiszak | Sędzia I: Marcin Myszkowski Sędzia II: Wojciech Głód Komisarz: Dariusz Parkitny Widzów: 193 MVP: Bartłomiej Lipiński |  |

| 20.01.2023 | BBTS Bielsko-Biała | 1:3 (20:25, 17:25, 25:22, 19:25) | Indykpol AZS Olsztyn | Hala WS, Bielsko-Biała                                                                                                  |  |
| 17:30      | Wyjściowe ustawienie: Daulton Sinoski 17 pkt Konrad Formela 7 pkt Dawid Woch 6 pkt Mateusz Zawalski 5 pkt Radosław Gil 3 pkt Konstantin Čupković 2 pkt Dominik Teklak (L) Zmiany: Jakub Urbanowicz 12 pkt Ovidiu Darlaczi 4 pkt Radosław Puczkowski 0 pkt Jake Hanes 0 pkt Bartosz Fijałek (L) | statystyki                       | Wyjściowe ustawienie: 17 pkt Taylor Averill 15 pkt Bartłomiej Lipiński 11 pkt Moritz Karlitzek 4 pkt Karol Butryn 2 pkt Mateusz Poręba 2 pkt Joshua Tuaniga (L) Kuba Hawryluk Zmiany: 8 pkt Jan Król 7 pkt Robbert Andringa 1 pkt Karol Jankiewicz 1 pkt Szymon Jakubiszak | Sędzia I: Marcin Myszkowski Sędzia II: Magdalena Niewiarowska Komisarz: Edward Superlak Widzów: 450 MVP: Taylor Averill |  |

| 27.01.2023 | Indykpol AZS Olsztyn | 3:1 (26:24, 22:25, 25:15, 25:21) | PSG Stal Nysa | Hala SW, Iława |  |
| 17:30      | Wyjściowe ustawienie: Karol Butryn 26 pkt Robbert Andringa 16 pkt Taylor Averill 14 pkt Bartłomiej Lipiński 6 pkt Karol Jankiewicz 1 pkt Mateusz Poręba 1 pkt Kuba Hawryluk (L) Zmiany: Szymon Jakubiszak 8 pkt Moritz Karlitzek 4 pkt Dawid Siwczyk 0 pkt Kamil Szymendera 0 pkt Jakub Ciunajtis (L) | statystyki                       | Wyjściowe ustawienie: 14 pkt Wassim Ben Tara 13 pkt Kamil Kwasowski 11 pkt Michał Gierżot 8 pkt Konrad Jankowski 8 pkt Nicolas Zerba 1 pkt Tsimafei Zhukouski (L) Kamil Dembiec (L) Szymon Biniek Zmiany: 4 pkt Zouheir El Graoui 0 pkt Rafał Buszek 0 pkt Kento Miyaura 0 pkt Jakub Abramowicz | Sędzia I: Agnieszka Michlic Sędzia II: Piotr Skowroński Komisarz: Witold Murczkiewicz Widzów: 1100 MVP: Taylor Averill |  |

| 09.02.2023 | Indykpol AZS Olsztyn | 1:3 (14:25, 22:25, 25:22, 32:34) | Asseco Resovia Rzeszów | Hala SW, Iława                                                                                            |  |
| 17:30      | Wyjściowe ustawienie: Karol Butryn 17 pkt Mateusz Poręba 9 pkt Robbert Andringa 7 pkt Taylor Averill 7 pkt Bartłomiej Lipiński 0 pkt Grzegorz Pająk 0 pkt Kuba Hawryluk (L) Zmiany: Moritz Karlitzek 19 pkt Karol Jankiewicz 0 pkt Szymon Jakubiszak 0 pkt | statystyki                       | Wyjściowe ustawienie: 25 pkt Torey DeFalco 18 pkt Maciej Muzaj 15 pkt Jakub Kochanowski 8 pkt Jan Kozamernik 8 pkt Klemen Čebulj 2 pkt Fabian Drzyzga (L) Paweł Zatorski Zmiany: 1 pkt Tomasz Piotrowski 0 pkt Michał Kędzierski 0 pkt Jakub Bucki 0 pkt Maurício Borges Silva | Sędzia I: Mariusz Fiutek Sędzia II: Marek Budzik Komisarz: Paweł Kuciński Widzów: 1500 MVP: Torey DeFalco |  |

| 19.02.2023 | Projekt Warszawa | 3:1 (26:24, 25:19, 21:25, 25:16) | Indykpol AZS Olsztyn | Arena Ursynów, Warszawa                                                                                               |  |
| 17:30      | Wyjściowe ustawienie: Artur Szalpuk 16 pkt Kévin Tillie 15 pkt Linus Weber 14 pkt Jakub Kowalczyk 12 pkt Piotr Nowakowski 9 pkt Jan Firlej 1 pkt Damian Wojtaszek (L) Zmiany: Igor Grobelny 0 pkt | statystyki                       | Wyjściowe ustawienie: 16 pkt Karol Butryn 14 pkt Moritz Karlitzek 10 pkt Szymon Jakubiszak 9 pkt Taylor Averill 4 pkt Robbert Andringa 2 pkt Grzegorz Pająk (L) Kuba Hawryluk Zmiany: 2 pkt Bartłomiej Lipiński 2 pkt Karol Jankiewicz 0 pkt Jan Król | Sędzia I: Agnieszka Michlic Sędzia II: Piotr Skowroński Komisarz: Grzegorz Szewczyk Widzów: 1720 MVP: Jakub Kowalczyk |  |

| 24.02.2023 | Trefl Gdańsk | 3:0 (27:25, 25:23, 25:22) | Indykpol AZS Olsztyn | Ergo Arena, Gdańsk |  |
| 17:30      | Wyjściowe ustawienie: Mikołaj Sawicki 16 pkt Bartłomiej Bołądź 13 pkt Karol Urbanowicz 8 pkt Jan Martínez Franchi 6 pkt Patryk Niemiec 5 pkt Lukas Kampa 1 pkt Luke Perry (L) Zmiany: Jingyin Zhang 0 pkt | statystyki                | Wyjściowe ustawienie: 13 pkt Robbert Andringa 13 pkt Karol Butryn 8 pkt Bartłomiej Lipiński 7 pkt Taylor Averill 6 pkt Szymon Jakubiszak 2 pkt Grzegorz Pająk (L) Kuba Hawryluk Zmiany: 1 pkt Jan Król 0 pkt Karol Jankiewicz | Sędzia I: Piotr Kasprzyk Sędzia II: Maciej Kolendowski Komisarz: Monika Gorszyniecka Widzów: 2850 MVP: Mikołaj Sawicki |  |

| 03.03.2023 | Indykpol AZS Olsztyn | 3:0 (25:17, 25:22, 25:17) | Barkom-Każany Lwów | Hala SW, Iława |  |
| 17:30      | Wyjściowe ustawienie: Moritz Karlitzek 19 pkt Robbert Andringa 13 pkt Karol Butryn 12 pkt Szymon Jakubiszak 6 pkt Taylor Averill 4 pkt Grzegorz Pająk 1 pkt Kuba Hawryluk (L) | statystyki                | Wyjściowe ustawienie: 10 pkt Július Firkaľ 8 pkt Wasyl Tupczij 6 pkt Jonas Kvalen 6 pkt Władysław Szczurow 5 pkt Artem Smolar 0 pkt Murat Yenipazar (L) Dmytro Kanajew Zmiany: 1 pkt Ołeksij Hołoweń 0 pkt Ołeh Szewczenko 0 pkt Witalij Kuczer | Sędzia I: Szymon Pindral Sędzia II: Bartłomiej Adamczyk Komisarz: Paweł Kuciński Widzów: 1200 MVP: Moritz Karlitzek |  |

| 10.03.2023 | Ślepsk Malow Suwałki | 0:3 (22:25, 22:25, 22:25) | Indykpol AZS Olsztyn | Suwałki Arena, Suwałki                                                                                            |  |
| 20:30      | Wyjściowe ustawienie: Bartosz Filipiak 15 pkt Miran Kujundžić 10 pkt Andreas Takvam 8 pkt Cezary Sapiński 7 pkt Paweł Halaba 4 pkt Matías Sánchez 1 pkt Mateusz Czunkiewicz (L) Zmiany: Adrian Buchowski 3 pkt Mariusz Magnuszewski 0 pkt | statystyki                | Wyjściowe ustawienie: 17 pkt Karol Butryn 11 pkt Moritz Karlitzek 8 pkt Szymon Jakubiszak 8 pkt Taylor Averill 6 pkt Robbert Andringa 5 pkt Grzegorz Pająk (L) Kuba Hawryluk Zmiany: 0 pkt Mateusz Poręba (L) Jakub Ciunajtis | Sędzia I: Maciej Maciejewski Sędzia II: Jarosław Makowski Komisarz: Paweł Kuciński Widzów: 1800 MVP: Karol Butryn |  |

| 20.03.2023 | Cuprum Lubin | 2:3 (23:25, 25:21, 29:27, 21:25, 11:15) | Indykpol AZS Olsztyn | Hala RCS, Lubin |  |
| 20:30      | Wyjściowe ustawienie: Adam Lorenc 22 pkt Illa Kowalow 22 pkt Alexander Berger 16 pkt Paweł Pietraszko 8 pkt Florian Krage 7 pkt Kajetan Kubicki 1 pkt Kamil Szymura (L) Zmiany: Remigiusz Kapica 2 pkt Damian Czetowicz 0 pkt Dominik Czerny 0 pkt | statystyki                              | Wyjściowe ustawienie: 29 pkt Karol Butryn 14 pkt Robbert Andringa 12 pkt Moritz Karlitzek 8 pkt Szymon Jakubiszak 8 pkt Taylor Averill 1 pkt Grzegorz Pająk (L) Kuba Hawryluk Zmiany: 4 pkt Bartłomiej Lipiński 0 pkt Jan Król 0 pkt Karol Jankiewicz 0 pkt Dawid Siwczyk 0 pkt Mateusz Poręba | Sędzia I: Piotr Skowroński Sędzia II: Agnieszka Michlic Komisarz: Krzysztof Ratajczak Widzów: 377 MVP: Karol Butryn |  |

| 27.03.2023 | PGE Skra Bełchatów | 0:3 (23:25, 19:25, 22:25) | Indykpol AZS Olsztyn | Hala Energia, Bełchatów                                                                                               |  |
| 20:30      | Wyjściowe ustawienie: Dick Kooy 13 pkt Aleksandar Atanasijević 12 pkt Dawid Gunia 4 pkt Filippo Lanza 4 pkt Karol Kłos 3 pkt Grzegorz Łomacz 1 pkt Jędrzej Gruszczyński (L) Zmiany: Lukáš Vašina 3 pkt Wiktor Musiał 0 pkt Jakub Rybicki 0 pkt | statystyki                | Wyjściowe ustawienie: 20 pkt Karol Butryn 11 pkt Taylor Averill 10 pkt Bartłomiej Lipiński 10 pkt Mateusz Poręba 5 pkt Robbert Andringa 4 pkt Grzegorz Pająk (L) Kuba Hawryluk Zmiany: 0 pkt Szymon Jakubiszak | Sędzia I: Marcin Myszkowski Sędzia II: Magdalena Niewiarowska Komisarz: Robert Malicki Widzów: 1743 MVP: Karol Butryn |  |

| 02.04.2023 | Indykpol AZS Olsztyn | 3:1 (24:26, 25:21, 25:13, 25:21) | Cerrad Enea Czarni Radom | Hala SW, Iława                                                                                                 |  |
| 20:30      | Wyjściowe ustawienie: Jan Król 16 pkt Szymon Jakubiszak 15 pkt Moritz Karlitzek 11 pkt Bartłomiej Lipiński 9 pkt Grzegorz Pająk 5 pkt Taylor Averill 4 pkt Jakub Ciunajtis (L) Zmiany: Kamil Szymendera 8 pkt Dawid Siwczyk 3 pkt Kuba Hawryluk 0 pkt | statystyki                       | Wyjściowe ustawienie: 21 pkt Damian Schulz 17 pkt Paweł Rusin 7 pkt Bartłomiej Lemański 4 pkt Timo Tammemaa 3 pkt Wiktor Nowak 2 pkt Bartosz Firszt (L) Mateusz Masłowski (L) Maciej Nowowsiak Zmiany: 2 pkt Michał Ostrowski 2 pkt Matthew West 0 pkt Daniel Gąsior | Sędzia I: Wojciech Głód Sędzia II: Marcin Myszkowski Komisarz: Paweł Kuciński Widzów: ? MVP: Szymon Jakubiszak |  |

### Faza playoff

#### Ćwierćfinał (do 3 zwycięstw)
| 06.04.2023 | Aluron CMC Warta Zawiercie | 3:0 (25:13, 25:20, 25:21) | Indykpol AZS Olsztyn | Hala OSiR II, Zawiercie                                                                                             |  |
| 17:30      | Wyjściowe ustawienie: Uroš Kovačević 15 pkt Dawid Konarski 13 pkt Marcin Waliński 8 pkt Krzysztof Rejno 6 pkt Miłosz Zniszczoł 5 pkt Miguel Tavares 4 pkt Santiago Danani (L) Zmiany: Patryk Łaba 0 pkt | statystyki                | Wyjściowe ustawienie: 13 pkt Karol Butryn 9 pkt Moritz Karlitzek 7 pkt Robbert Andringa 6 pkt Taylor Averill 5 pkt Szymon Jakubiszak 0 pkt Grzegorz Pająk (L) Kuba Hawryluk Zmiany: 1 pkt Karol Jankiewicz 0 pkt Bartłomiej Lipiński (L) Jakub Ciunajtis | Sędzia I: Paweł Burkiewicz Sędzia II: Maciej Kolendowski Komisarz: Robert Malicki Widzów: 1440 MVP: Marcin Waliński |  |

| 07.04.2023 | Aluron CMC Warta Zawiercie | 3:0 (25:22, 25:23, 25:21) | Indykpol AZS Olsztyn | Hala OSiR II, Zawiercie                                                                                        |  |
| 20:30      | Wyjściowe ustawienie: Dawid Konarski 14 pkt Uroš Kovačević 13 pkt Marcin Waliński 9 pkt Krzysztof Rejno 6 pkt Miguel Tavares 4 pkt Miłosz Zniszczoł 2 pkt Santiago Danani (L) Zmiany: Tomasz Kalembka 0 pkt Dawid Dulski 0 pkt Patryk Łaba 0 pkt | statystyki                | Wyjściowe ustawienie: 12 pkt Moritz Karlitzek 11 pkt Szymon Jakubiszak 9 pkt Taylor Averill 7 pkt Karol Butryn 5 pkt Robbert Andringa 5 pkt Grzegorz Pająk (L) Kuba Hawryluk Zmiany: 6 pkt Bartłomiej Lipiński 4 pkt Jan Król | Sędzia I: Maciej Twardowski Sędzia II: Wojciech Głód Komisarz: Robert Malicki Widzów: 1500 MVP: Dawid Konarski |  |

| 15.04.2023 | Indykpol AZS Olsztyn | 3:2 (22:25, 25:16, 25:15, 18:25, 15:13) | Aluron CMC Warta Zawiercie | Hala SW, Iława |  |
| 14:45      | Wyjściowe ustawienie: Karol Butryn 27 pkt Moritz Karlitzek 24 pkt Robbert Andringa 12 pkt Szymon Jakubiszak 9 pkt Taylor Averill 5 pkt Karol Jankiewicz 3 pkt Kuba Hawryluk (L) Zmiany: Bartłomiej Lipiński 0 pkt Jan Król 0 pkt Dawid Siwczyk 0 pkt Jakub Ciunajtis (L) | statystyki                              | Wyjściowe ustawienie: 24 pkt Uroš Kovačević 7 pkt Bartosz Kwolek 7 pkt Miłosz Zniszczoł 6 pkt Krzysztof Rejno 4 pkt Miguel Tavares 2 pkt Dawid Konarski (L) Santiago Danani Zmiany: 8 pkt Dawid Dulski 4 pkt Marcin Waliński 0 pkt Tomasz Kalembka 0 pkt Patryk Łaba | Sędzia I: Maciej Maciejewski Sędzia II: Agnieszka Michlic Komisarz: Bogusław Pachniewicz Widzów: 1250 MVP: Karol Jankiewicz |  |

| 16.04.2023 | Indykpol AZS Olsztyn | 3:0 (25:23, 25:16, 25:23) | Aluron CMC Warta Zawiercie | Hala SW, Iława                                                                                                |  |
| 14:45      | Wyjściowe ustawienie: Karol Butryn 20 pkt Moritz Karlitzek 15 pkt Robbert Andringa 11 pkt Taylor Averill 6 pkt Szymon Jakubiszak 5 pkt Karol Jankiewicz 1 pkt Kuba Hawryluk (L) Zmiany: Jan Król 0 pkt | statystyki                | Wyjściowe ustawienie: 13 pkt Uroš Kovačević 7 pkt Dawid Konarski 6 pkt Miłosz Zniszczoł 5 pkt Marcin Waliński 0 pkt Krzysztof Rejno 0 pkt Miguel Tavares (L) Santiago Danani Zmiany: 8 pkt Michał Szalacha 0 pkt Tomasz Kalembka 0 pkt Michał Kozłowski 0 pkt Dawid Dulski 0 pkt Patryk Łaba | Sędzia I: Grzegorz Janusz Sędzia II: Damian Lic Komisarz: Bogusław Pachniewicz Widzów: 1150 MVP: Karol Butryn |  |

| 19.04.2023 | Aluron CMC Warta Zawiercie | 3:1 (25:23, 24:26, 30:28, 25:23) | Indykpol AZS Olsztyn | Hala OSiR II, Zawiercie                                                                                              |  |
| 17:30      | Wyjściowe ustawienie: Uroš Kovačević 26 pkt Dawid Konarski 20 pkt Bartosz Kwolek 14 pkt Miłosz Zniszczoł 7 pkt Michał Szalacha 5 pkt Miguel Tavares 1 pkt Santiago Danani (L) Zmiany: Tomasz Kalembka 0 pkt Dawid Dulski 0 pkt Patryk Łaba 0 pkt | statystyki                       | Wyjściowe ustawienie: 19 pkt Moritz Karlitzek 18 pkt Karol Butryn 9 pkt Taylor Averill 2 pkt Karol Jankiewicz 2 pkt Szymon Jakubiszak 1 pkt Robbert Andringa (L) Kuba Hawryluk Zmiany: 7 pkt Bartłomiej Lipiński 1 pkt Jan Król (L) Jakub Ciunajtis | Sędzia I: Paweł Burkiewicz Sędzia II: Maciej Twardowski Komisarz: Grzegorz Szewczyk Widzów: 1500 MVP: Dawid Konarski |  |

#### Mecze o 7. miejsce (dwumecz)
| 21.04.2023 | PSG Stal Nysa | 3:1 (25:21, 23:25, 25:17, 25:21) | Indykpol AZS Olsztyn | Hala Nysa, Nysa                                                                                                |  |
| 20:30      | Wyjściowe ustawienie: Wassim Ben Tara 20 pkt Kamil Kwasowski 19 pkt Rafał Buszek 14 pkt Nicolas Zerba 9 pkt Jakub Abramowicz 8 pkt Tsimafei Zhukouski 4 pkt Kamil Dembiec (L) Zmiany: Kento Miyaura 1 pkt Zouheir El Graoui 0 pkt Patryk Szczurek 0 pkt | statystyki                       | Wyjściowe ustawienie: 17 pkt Jan Król 11 pkt Dawid Siwczyk 11 pkt Kamil Szymendera 8 pkt Bartłomiej Lipiński 8 pkt Szymon Jakubiszak 0 pkt Karol Jankiewicz (L) Jakub Ciunajtis Zmiany: 0 pkt Grzegorz Pająk 0 pkt Mateusz Poręba (L) Kuba Hawryluk | Sędzia I: Sławomir Gołąbek Sędzia II: Mariusz Fiutek Komisarz: Jerzy Zwierko Widzów: 1985 MVP: Kamil Kwasowski |  |

| 24.04.2023 | Indykpol AZS Olsztyn | 0:3 (16:25, 17:25, 14:25) | PSG Stal Nysa | Hala SW, Iława                                                                                                  |  |
| 17:30      | Wyjściowe ustawienie: Taylor Averill 11 pkt Moritz Karlitzek 7 pkt Szymon Jakubiszak 7 pkt Robbert Andringa 0 pkt Grzegorz Pająk 0 pkt Karol Butryn 0 pkt Jakub Ciunajtis (L) Zmiany: Jan Król 11 pkt Kamil Szymendera 1 pkt | statystyki                | Wyjściowe ustawienie: 14 pkt Zouheir El Graoui 12 pkt Kento Miyaura 9 pkt Konrad Jankowski 6 pkt Michał Gierżot 4 pkt Nicolas Zerba 2 pkt Patryk Szczurek (L) Kamil Dembiec Zmiany: 1 pkt Wassim Ben Tara | Sędzia I: Tomasz Janik Sędzia II: Marcin Herbik Komisarz: Andrzej Wołkowycki Widzów: 920 MVP: Zouheir El Graoui |  |